# Stephen Gray
Stephen Gray (Canterbury, 1666. ili 1667. – London, 15. veljače 1736.), engleski prirodoslovac. Bavio se astronomijom i proučavao električne pojave. Izgradio je teleskop i promatrao Sunčeve pjege. Godine 1729. otkrio električnu struju i influenciju, te prvi opisao razliku između električnog vodiča i nevodiča (izolatora). Kroz uže od konoplje ovješeno na svilene niti, poslije kroz metalne žice, proveo je električnu struju na udaljenost od 150 metara. Otkrio je da sila teža ne utječe na širenje električnoga naboja. Bio je član Kraljevskog društva (eng. Royal Society) od 1733.

## Električna vodljivost
Električna vodljivost (oznaka G) električnog vodiča od homogenoga materijala duljine l, ploštine poprječnoga presjeka S, dana je izrazom:
{\displaystyle G=\gamma \cdot {\frac {S}{l}}}
gdje je: γ - električna vodljivost materijala; recipročna je vrijednost električnoga otpora; mjerna je jedinica simens (S).
Električna vodljivost može se odrediti i kao omjer jakosti električne struje i napona ako su oni nepromjenljivi s vremenom (istosmjerna električna struja i napon), a obrnuto je proporcionalna električnom otporu:
{\displaystyle G={\frac {I}{U}}={\frac {1}{R}}}
gdje je: I - jakost električne struje, U - električni napon, R - električni otpor.